# Мунір Дар (хокеїст на траві)
Мунір Дар (28 березня 1935 — 1 червня 2011) — пакистанський хокеїст на траві.
Олімпійський чемпіон 1960 року, срібний призер 1956, 1964 років.
Переможець Азійських ігор 1958, 1962 років, срібний призер 1966 року.